# Toyota Noah
Toyota Noah (яп. トヨタ・ノア Тоёта Ноа) — восьмиместный пятидверный минивэн. Задние двери с обеих сторон. Выпускается с 2001 года.

## Описание
Toyota Noah и Toyota Voxy первого поколения разработаны на основе Toyota Ipsum, и выпущены в ноябре 2001 года. Toyota Voxy имеет три ряда сидений по схеме 2-3-3 и относится к однообъёмникам, как и Toyota Noah, хотя и обладает более спортивным внешним дизайном. Автомобиль снабжён по обеим сторонам скользящими боковыми дверями. Благодаря переднему приводу у Toyota Voxy облегчена посадка и высадка пассажиров.
У Toyota Noah можно легко убрать задний ряд сидений и получить большой багажник для погрузки полного комплекта вещей для выезда на природу с семьёй и друзьями. Дорожный просвет, составляющий у автомобиля 155 мм, по мнению российских автовладельцев неплохо бы увеличить. Комплектация части машин Toyota Voxy имеет подвеску с электронным контролем. Передние тормоза — дисковые с вентиляцией, задние тормоза — барабанные.
Toyota Voxy четвертого поколения была выпущена в Индонезии 17 февраля 2022 года.